# Artibeus toltecus
Artibeus toltecus là một loài động vật có vú trong họ Dơi mũi lá, bộ Dơi. Loài này được Saussure mô tả năm 1860.